# Monitor (Medizin)

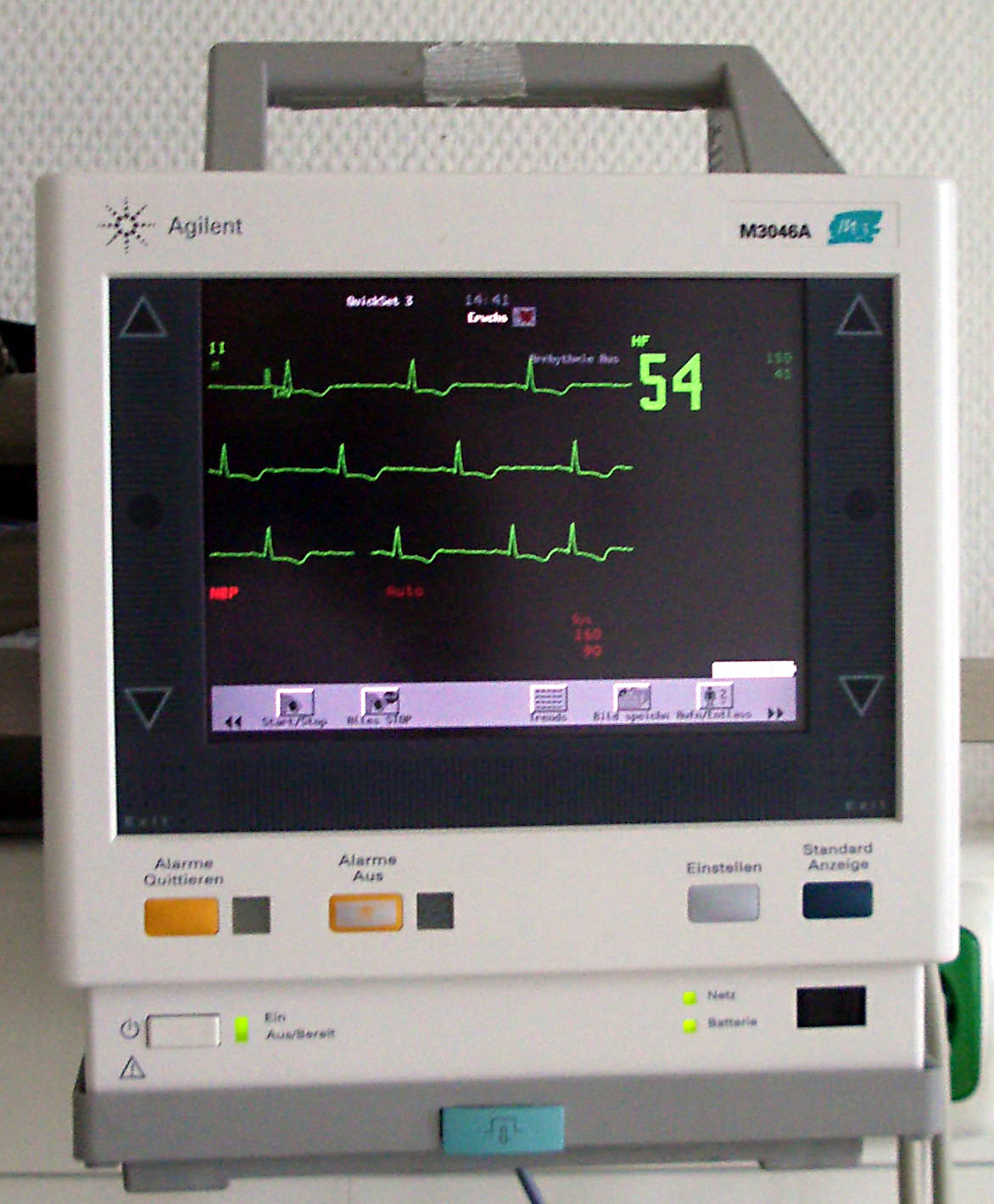
Anästhesie/Intensivmedizin-Monitor

Ein Monitor im medizinischen Sinn (auch Vitaldatenmonitor) ist ein Gerät oder eine Gerätekombination, mit dem Vitalparameter eines Lebewesens gemessen und überwacht werden.
Monitore werden als Patientenüberwachungssystem vor allem während der Narkose bei Operationen, bei kritisch kranken Patienten in der Intensivmedizin, während Untersuchungen mit einer Sedierung oder bei anderen Krankheitsbildern, die eine kontinuierliche Überwachung erfordern, eingesetzt (Monitoring). Für den Einsatz bei Notfallpatienten stehen mobile Geräte zur Verfügung.
Je nach Anwendungszweck sowie gesetzlichen Forderungen (z. B. Mindeststandards der Überwachung während Narkosen) sind die Geräte mit unterschiedlich vielen Messparametern ausgestattet, es gibt aber auch modular aufgebaute Geräte, die sich durch Einschieben entsprechender Parameterboxen erweitern lassen.

## Parameter

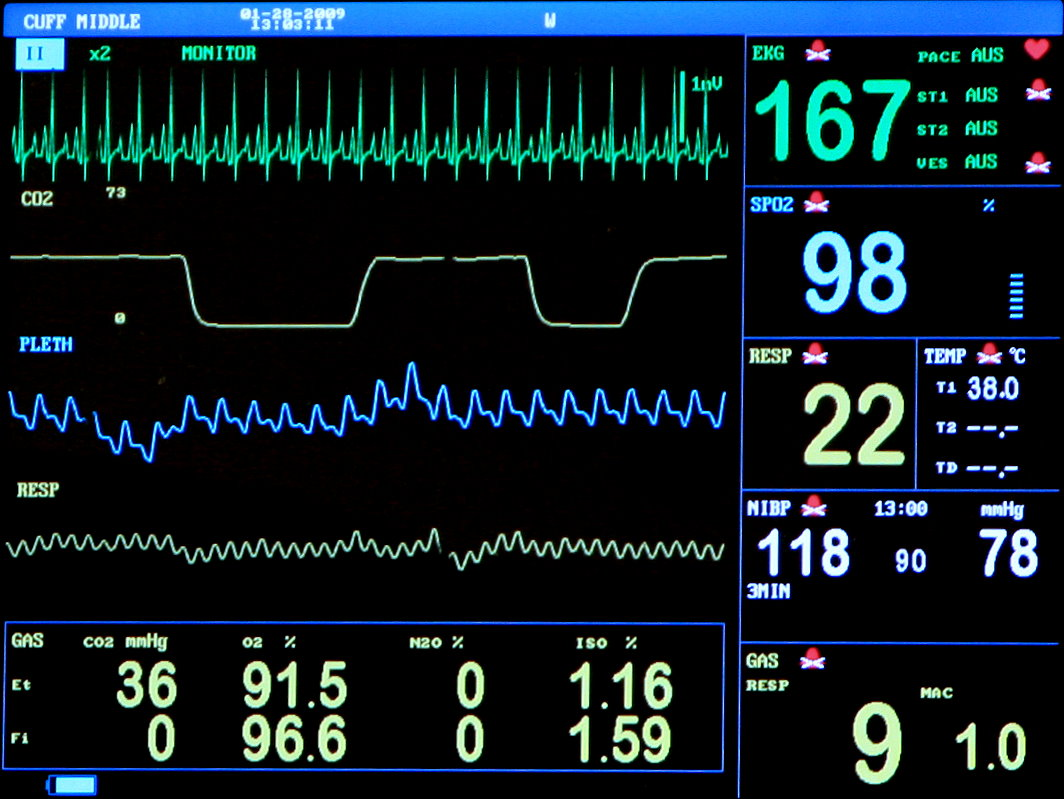
Ansicht eines Narkosemonitors mit verschiedenen Parametern

Folgende Parameter können in der Regel standardmäßig durch gängige Monitoring-Systeme überwachen ("Basismonitoring"):
- EKG zur Beurteilung des Rhythmus und der Herzfrequenz (Abkürzung EKG)
- Blutdruck entweder nicht-invasiv über eine Oberarm- bzw. Oberschenkelmanschette oder invasiv über einen Arterienkatheter (eine Kanüle in einer Arterie) in der A.radialis oder A.femoralis gemessen (Abkürzung NIBP bzw. IBP)
- Sauerstoffsättigung die über einen transkutanen Lichtsensor mittels Absorptionsmessung bestimmt wird, das Verfahren nennt man Pulsoxymetrie (Abkürzung SpO2)
- Körpertemperatur, die über Temperatursonden, die in den Enddarm oder in die Speiseröhre eingeführt werden können, gemessen wird. Des Weiteren gibt es die Möglichkeit der Temperaturmessung über spezielle Blasendauerkatheter, welche über eine zusätzliche Temperatursonde verfügen.

Bei vorhandenem PiCCO Monitoring ist außerdem die direkte Temperaturmessung vorhanden. Gemessen wird die Temperatur bei vorhandener PiCCO Anlage im Blut.
(Abkürzung TEMP)
- Kapnometrie, die Messung des Kohlendioxidanteiles an der Ausatemluft (Abkürzung etCO2 = endtidaler CO2)

Dieses Monitoring kann nach Notwendigkeit um weitere Parameter wie z. B. Zentraler Venendruck, Hirndruck, Messung des Herzminutenvolumen, Pulskonturanalyse (PiCCO), Pulmonalarterielle Blutdruckwerte über einen Swan-Ganz-Katheter oder spezielle Formen der Elektroenzephalografie (EEG) erweitert werden. Zudem ist neben dem abgeatmeten CO2 (etCO2) eine Messung des im Blut zirkulierenden CO2 (tcpCO2) möglich. Aus der Differenz zwischen dem abgeatmeten CO2 und dem im Blut zirkulierenden CO2 lassen sich diverse Rückschlüsse auf den Gasaustausch ziehen. Um mögliche Fehlmessungen zu vermeiden, ist in jedem Fall neben einer Messung des etCO2 und des tcpO2 eine regelmäßige Blutgasanalyse notwendig. Die Messung des abgeatmeten CO2 ist zudem in side stream (über eine Nasenbrille) und mainstream (z. B. bei intubierten Patienten) zu unterscheiden. Eine side stream Messung ist wesentlich störanfälliger als eine mainstream Messung.

## Geräte

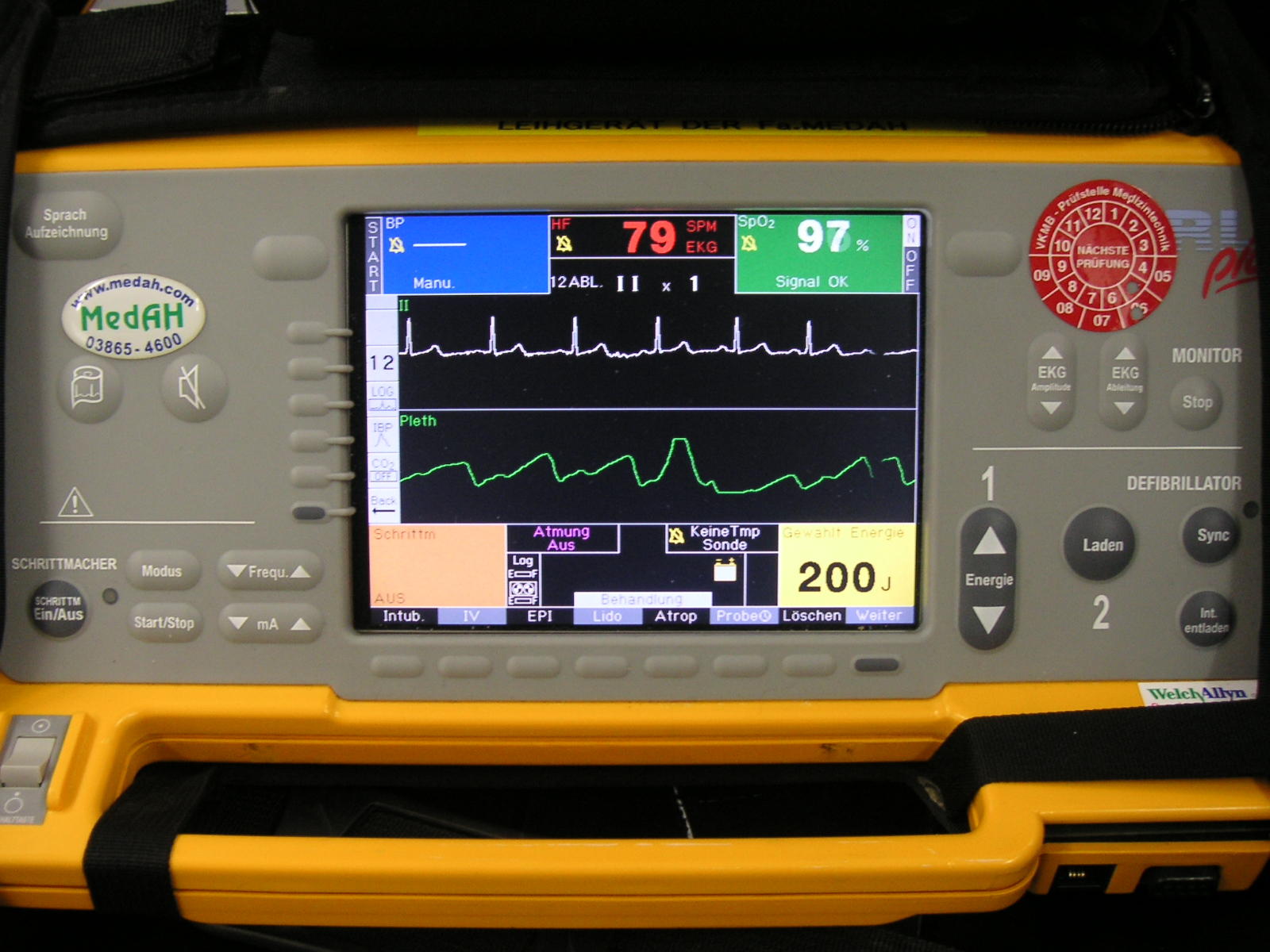
Monitoring an einem Defibrillator

Je nach Verwendungszweck werden unterschiedliche Anforderungen an die Geräte gestellt, so dass diverse Typen im Einsatz sind.
- In der Anästhesie sind Monitore Bestandteile des Narkosegerätes und häufig dort fest eingebaut. Auf Intensivstationen sind die Monitore miteinander vernetzt und an eine zentrale Überwachungsstation angeschlossen, so dass von dort alle wichtigen Parameter aller Patienten abgerufen werden können.
- Im Rettungsdienst, im Intensivtransport oder im Rettungshubschrauber verwendet man kleinere, robuste Monitore oder Defibrillatoren, die auch eine Monitorfunktion haben.
- Für die Überwachung während der Rehabilitation stehen Gerätekombinationen zur Verfügung, die durch Funkübertragung die gemessenen Daten an die Überwachungszentrale übertragen. Dadurch wird die Überwachung des Patienten auch in normaler Umgebung (Freizeitaktivität) möglich, so dass konkretere Aussagen über die Alltagsbelastbarkeit möglich werden.

Weiterhin gibt es spezielle Geräte, die ein Monitoring bei akut auftretenden Problemen im normalen Leben erlauben, z. B. die Übertragung von Vitalfunktionen über Funktelefone an ärztliche Notfallzentralen. →Telemonitoring

## Alarmgrenzen, Dokumentation der Werte
Werden individuell einstellbare Grenzwerte bei den gemessenen Parametern unter- oder überschritten oder in einer komplexen Analyse Störungen wie Herzrhythmusstörungen erkannt, können abgestufte optische und akustische Alarme ausgelöst werden. Diese können ebenso wie die gemessenen Parameter über ein Patientenmonitoringnetzwerk (PMN) an eine zentrale Station, sowie anderen Vitaldatenmonitore übertragen werden. So werden Ärzte und Pflegekräfte früh auf kritische Situation aufmerksam und können schnell reagieren.
Inzwischen bieten fast alle Vitaldatenmonitore die Möglichkeit, die gemessenen Parameter über Schnittstellen in ein Patientendatenmanagementsystem (PDMS) zu übernehmen. Dies führt zu einer wesentlichen Erleichterung und Verbesserung der Dokumentation.
Normative Vorgaben für Einstellungsmöglichkeiten sind in einer DIN-Norm festgehalten.

## Dokumentation
In Kliniken besteht der Bedarf nach einer lückenlosen Aufzeichnung von hoch aufgelösten medizinischen Daten (Vitalparameter: z. B. Herzfrequenz, Blutdruck und Primärsignale: z. B. EKG) aus Überwachungsmonitoren. Dies ermöglicht einen schnellen Überblick um den aktuellen Status des Patienten unter Berücksichtigung der Historie. Durch eine Aufzeichnung über einen längeren Zeitraum lassen sich rückblickend einzelne Ereignisse genauer analysieren. Diese Daten werden für die aktuelle Patienten-Überwachung (z. B. in der Intensivmedizin), für die Patienten-Dokumentation und für die Datenanalyse im Bereich der medizinischen Forschung genutzt.
Für diese PC-gestützte Patientenüberwachung werden spezielle Tools eingesetzt. Über die serielle Schnittstelle des Monitors werden die hoch aufgelösten Vitaldaten dem Krankenhaus-Netzwerk zur Verfügung gestellt und im PC erfasst, visualisiert und gespeichert. Während Patientenmonitore Vitaldaten und Primärsignale nur für einen gewissen Zeitraum speichern können, ist mit Einsatz eines solchen Systems eine Langzeitarchivierung möglich.